# Târgul Moșilor
Târgul Moșilor, numit și Moșii (La Moși) sau Târgul din mai, a fost un bâlci organizat anual în București, pe Câmpul Moșilor, inclus mai târziu în Târgul de Afară, unde se afla capătul Podului de Afară, astăzi zona pieței Obor, de la finele secolului al XVIII-lea (cea mai timpurie datare) până în a doua jumătate a secolului XX. 
Inițial o manifestare cu subtext religios, de pomenire a morților, Târgul s-a transformat cu timpul într-una din marile ocazii de peste an de socializare, distracție și făcut afaceri. În ultima sa perioadă de existență, evenimentul începea în a doua jumătate a lui mai și dura o lună de zile. Târgul a fost evocat în numeroase scrieri în proză (ex. Moșii de Ion Luca Caragiale), picturi și fotografii, filme, cântece.
În Arhiva Națională de Filme se păstrează o scurtă secvență filmată în Târgul Moșilor, în 1897, de fotograful Paul Menu, moment memorabil prin tipurile surprinse, prin dinamismul mișcării în cadru și prin calitățile de atmosferă.

## Galerie foto

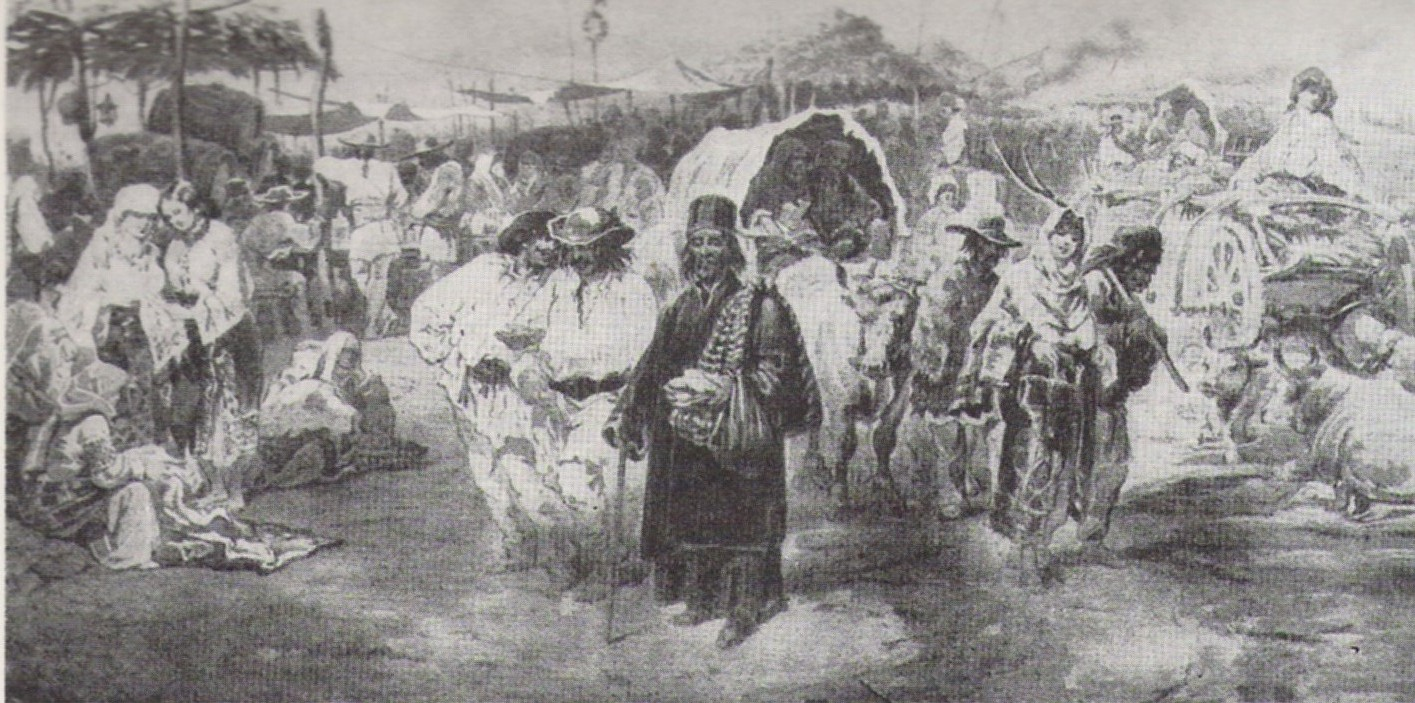
Târgul Moşilor de Carol Popp de Szathmary
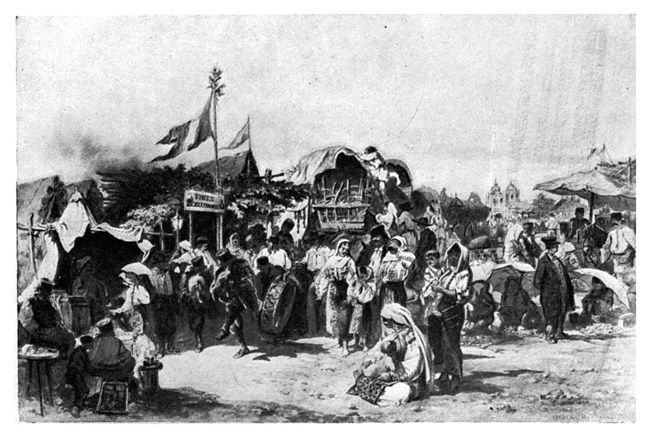
Târgul Moşilor în 1869
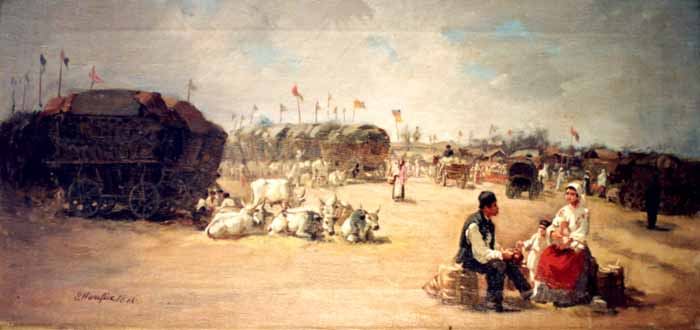
Târgul Moşilor de S. Henţia